# Cine de Serbia
El cine de Serbia comprende el arte del cine y películas creativas realizadas dentro de la nación de Serbia o por cineastas serbios en el extranjero. De Serbia (ya sea como país independiente, ya sea como una república que formaba parte de la antigua Yugoslavia) han salido numerosas películas y directores de renombre internacional, como Emir Kusturica.
En 2011 había en territorio serbio 117 pantallas de cine y la industria cinematográfica generó, ese mismo año, 739 millones de dinares.

## Historia

### Orígenes interpretativos
Serbia siempre ha contado con una rica tradición interpretativa, con teatros notables. El Teatro Nacional de Serbia fue fundado en 1861 y su edificio principal data de 1868. La compañía comenzó a realizar ópera a partir de finales del siglo XIX y la ópera permanente llegó en 1947, cuando se fundó la compañía de ballet como tal.
Bitef, el Festival Internacional de Teatro de Belgrado, es uno de los festivales de teatro más antiguos del mundo. Las tendencias del nuevo teatro es el subtítulo constante del Festival. Fundado en 1967, Bitef se ha celebrado desde entonces de forma regular y ha contado con el apoyo de las últimas tendencias del teatro, por lo que se ha convertido en uno de los cinco festivales más importantes y grandes de Europa. En Serbia es una de las instituciones culturales más importantes.

### Aparición del cine
El cine se estableció razonablemente temprano en Serbia con doce películas que se produjeron antes del inicio de la Segunda Guerra Mundial. La más notable de esas películas fue La batalla de Kosovo, de Mihailo Popović, en 1939.
Después de la Segunda Guerra Mundial, la industria del cine serbia prosperó. El director de posguerra más notable fue Dušan Makavejev, reconocido internacionalmente por La tragedia de una empleada de teléfonos (1967), película que se centra en los políticos yugoslavos. Montenegro, de Makavejev, se filmó en Suecia en 1981. Zoran Radmilović fue uno de los actores más destacados de la posguerra.
El cine serbio continuó su progreso en la década de 1990, a pesar de la tragedia provocada por las guerras yugoslavas. El cineasta serbobosnio Emir Kusturica ganó dos Palmas de Oro a la mejor película en el Festival de Cine de Cannes por Papá está en viaje de negocios, en 1985, y Underground, en 1995. En 1998, Kusturica ganó el León de Plata por dirigir Gato negro, gato blanco.
Al igual que en 2001, había 167 salas de cine en Serbia (con exclusión de Kosovo) y más de cuatro millones de serbios fueron al cine en ese año. En 2005, San zimske noći («Sueño de una noche del pleno invierno»), dirigida por Goran Paskaljević causó una gran polémica por su crítica del papel de Serbia en las guerras de Yugoslavia en la década de 1990.
Varios cineastas serbios estadounidense han establecido una vaga y multicinéfila tradición intelectual, trabajando dentro de las instituciones académicas prominentes y también la creación de obras marcadas por una elevada experimentación estilística. Tres figuras aquí incluirían: Slavko Vorkapić, creador de secuencias de montaje famosa por las películas de Hollywood y decano de la USC Film School; Vlada Petrić, director de cine y televisión, archivista, y uno de los fundadores de la Filmoteca de Harvard; y Vladan Nikolić, director de la película independiente Zenith, así como profesor en la New School for Social Media en la ciudad de Nueva York. Otros actores estadounidenses de origen serbio que han sido destacados en Hollywood son Karl Malden, que ganó el premio Óscar y el Premio Emmy.

## Actores
Esta es una lista que incluye algunos de los actores serbios más notables:
| - Mija Aleksić - Slobodan Aligrudić - Rade Šerbedžija - Neda Arnerić - Mira Banjac - Predrag Bjelac - Dragan Bjelogrlić - Žarko Laušević - Petar Božović - Predrag Miletić - Sasha Alexander - Vojislav Brajović - Zoran Cvijanović - Bogdan Diklić | - Anica Dobra - Milena Dravić - Sergej Trifunovic - Predrag Ejdus - Bekim Fehmiu - Mirjana Karanović - Branka Katić - Nikola Kojo - Branislav Lečić - Miki Manojlović - Dragan Mićanović - Dragan Nikolić - Miodrag Petrović Čkalja - Zoran Radmilović | - Lazar Ristovski - Olivera Marković - Jelisaveta Seka Sablić - Mirjana Joković - Ljubiša Samardžić - Danilo Stojković - Mira Stupica - Nataša Šolak - Slavko Štimac - Sonja Savić - Ljuba Tadić - Bora Todorović - Vesna Trivalić - Bora Todorović | - Srđan Todorović - Pavle Vujisić - Bata Živojinović - Slobodan Bestic - Stevo Žigon - Nebojša Glogovac - Dubravka Mijatović - Miodrag Krivokapić - Nikola Đuričko - Petar Kralj - Danilo Lazović - Nikola Pejaković - Gorica Popović - Taško Načić |

## Directores
Esta es una lista que incluye algunos de los directores serbios más notables:
- Timothy John Byford
- Srđan Dragojević
- Emir Kusturica
- Dušan Makavejev
- Goran Marković
- Gojko Mitić
- Goran Paskaljević
- Živojin Pavlović
- Aleksandar Petrović
- Lazar Ristovski
- Slobodan Šijan
- Želimir Žilnik
- Boro Drašković
- Nikola Ležaić

## Películas
Esta es una lista que incluye algunas de las películas serbias más notables:
- La batalla del río Neretva (en serbio: Bitka na Neretvi)
- Encontré zíngaros felices (Skupljači perja)
- Gato negro, gato blanco (Crna mačka, beli mačor)
- Pretty Village, Pretty Flame (Lepa sela lepo gore)
- Underground (Podzemlje)
- Línea no regular (Ko to tamo peva)
- No somos ángeles (Mi nismo andjeli/Mi nismo anđeli) (1992)
- W.R.: Los misterios del organismo  (W.R.: Misterije organizma)
- Papá está en viaje de negocios (Otac na službenom putu)
- La famalia maratón (Maratonci trče počasni krug)
- Nož
- El tiempo de los gitanos  (Dom za vešanje)
- Rane (Rane)
- La vida es un milagro (Život je čudo)
- San Jorge matando al Dragón (Sveti Georgije ubiva aždahu)
- Tilva Roš
- A Serbian Film (Srpski film)
- Clip (Klip)
- Technotise: Edit & I (Technotise: Edit i ja)

## Series de televisión
- Skupljač
- Bolji život
- Lisice
- M(j)ešoviti brak
- Otvorena vrata
- The White Horses

## Lecturas relacionadas
- Dusan T. Bjelic: "Global Aesthetics and the Serbian Cinema of the 1990s", in: Aniko Imre (ed.): East European Cinemas (AFI Readers). Londres: Routledge 2005, p. 103-120.
- Nevena Dakovic: "Europe lost and found: Serbian Cinema and EU Integration". In: New Cinemas: Journal of Contemporary Film, Vol. 4, Issue 2 (2006), p. 93-103.
- Igor Krstic: Wunden der Symbolischen Ordnung. Subjekt zwischen Trauma und Phantasma in serbischen Filmen der 1990er Jahre. Viena: Turia & Kant 2009. (en alemán)